# Pałac Opatów w Oliwie
Pałac Opatów – zabytkowy pałac w Gdańsku-Oliwie, składający się ze starszego skrzydła wschodniego z XV wieku i nowszego skrzydła południowego z XVII wieku. Umiejscowiony jest w parku Oliwskim.

## Historia

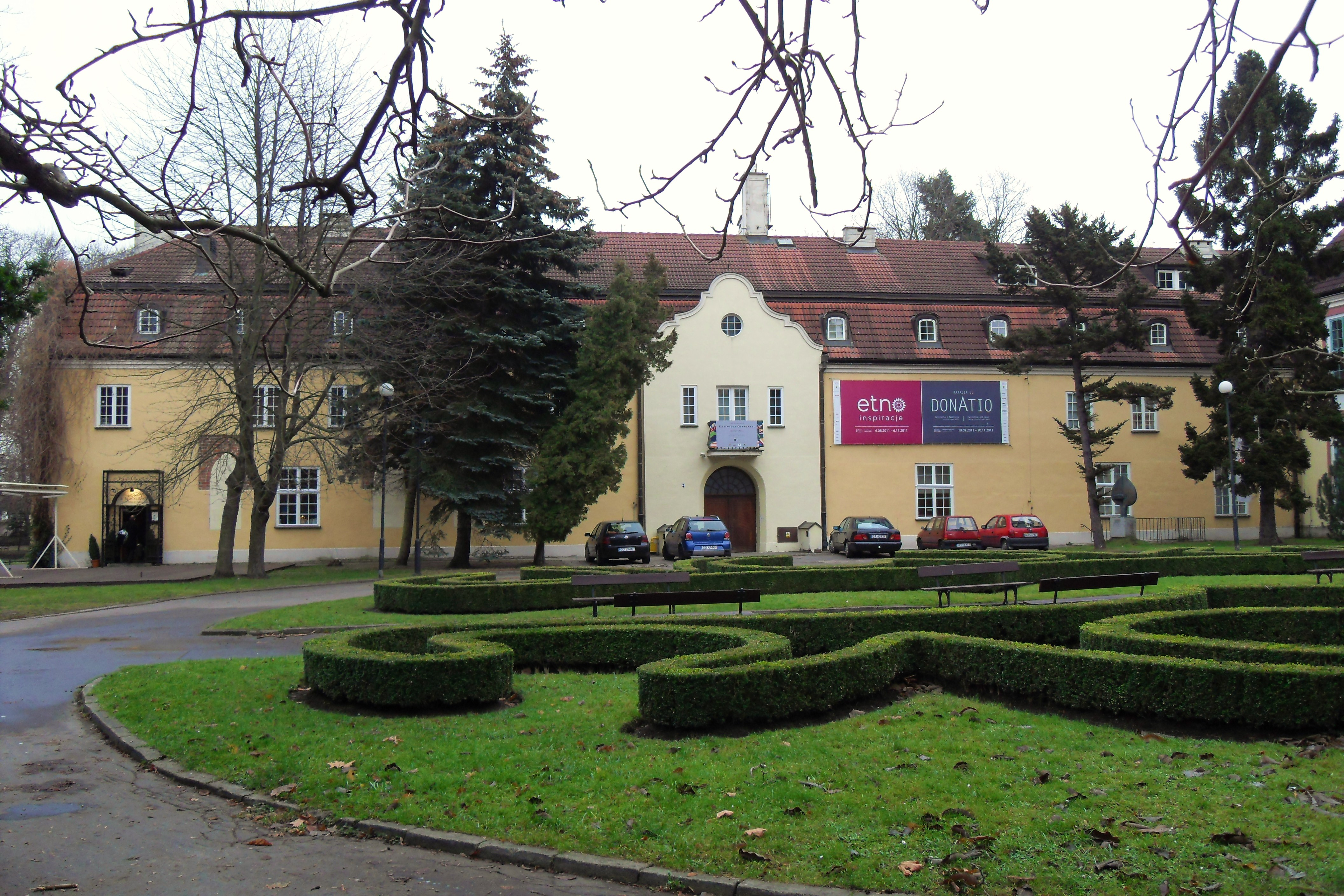
Stary Pałac (zbudowany w XV wieku)

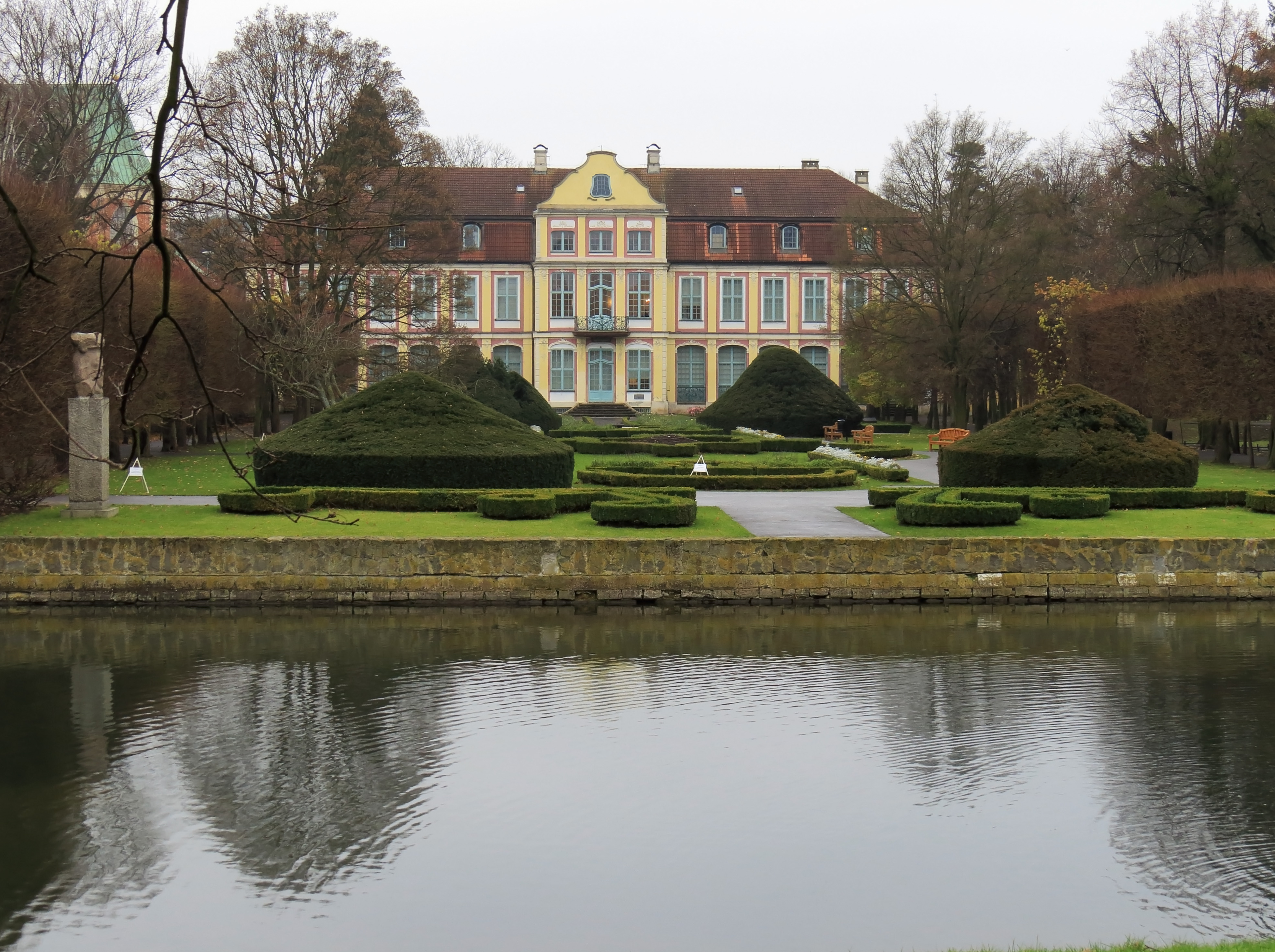
Pałac od strony Łabędziego Stawu

Najstarsza część budynku, tzw. Stary Pałac powstał w XV wieku, w stylu gotyckim. Świadectwem i pozostałością są wymiary oraz układ cegły (na zewnątrz pozostawiono nieotynkowane fragmenty muru) i gotyckie sklepienie krzyżowe w piwnicach. Po 1577 budynek został powiększony do dzisiejszych rozmiarów i służył opatom jeszcze do XVII wieku. W pierwszej połowie XVII wieku dobudowano do niego tzw. Nowy Pałac.
Budynek otrzymał ostateczny kształt w trakcie przebudowy w latach 1754–1756, z fundacji ostatniego opata klasztoru oliwskiego Jacka Józefa Rybińskiego. Utrzymany jest w stylu rokoko.
1 października 1831 nastąpiła likwidacja klasztoru oliwskiego, a jego dobra zostały rozdzielone pomiędzy miasto Gdańsk i króla pruskiego.
W okresie Wolnego Miasta Gdańska w pomieszczeniach pałacowych znajdowało się muzeum krajowe.
W 1945 roku, pod koniec II wojny światowej pałac (w międzyczasie zdegradowany do roli magazynów) został podpalony przez Niemców, w ramach czyszczenia przedpola frontu przed Armią Czerwoną. Pałac został odbudowany w roku 1965 wysiłkiem ówczesnego Muzeum Pomorskiego w Gdańsku i pełnił początkowo funkcje działu etnograficznego muzeum. 
Od 1989 roku mieści się tu Oddział Sztuki Nowoczesnej Muzeum Narodowego w Gdańsku. Stała ekspozycja obejmuje dzieła polskich artystów XIX i XX wieku (malarstwo, rzeźba, ceramika). W Oddziale znajduje się także Galeria Promocyjna, w której prezentowane są prace młodych twórców. Często organizowane są wystawy czasowe sztuki współczesnej, koncerty muzyki kameralnej, konferencje, spotkania z artystami. Latem odbywa się festiwal muzyki Mozarta Mozartiana.